# Strigoi

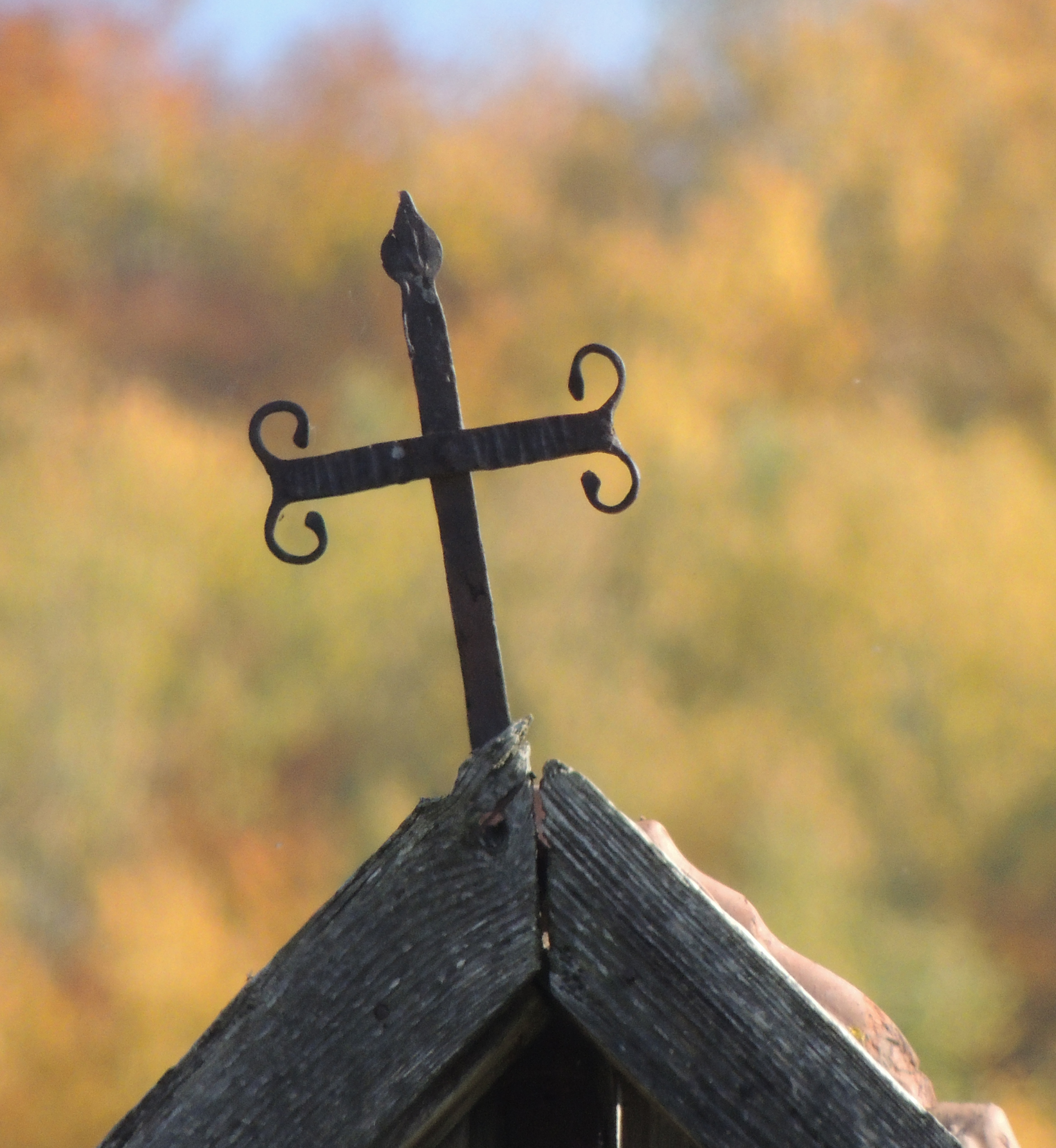
Una creu de graner en una dependència agrícola a Transsilvània.

Els Strigoi són esperits problemàtics de la mitologia romanesa que es diu que van sortir de la tomba. Se'ls atribueix la capacitat de transformar-se en un animal, esdevenir invisible i guanyar vitalitat de la sang de les seves víctimes. Dracula de Bram Stoker s'ha convertit en la interpretació moderna dels Strigoi a través dels seus històrics vincles amb el vampirisme.

## Etimologia
Strigoi és una paraula romanesa que es va originar a partir d'una arrel relacionada amb els termes llatins strix o striga amb l'addició del sufix augmentatiu "-oi" (femení "-oaie"). Otila Hedeşan assenyala que el mateix sufix augmentatiu apareix en els termes relacionats moroi i bosorcoi i considera que aquesta derivació paral·lela indica la pertinença al mateix "micro-sistema mitològic". El sufix "-oi" converteix notablement els termes femenins al gènere masculí, a més d'invertir-lo sovint amb una complexa barreja d'augment i pejoració. L'arrel s'ha relacionat particularment amb els mussols. Els cognats es troben a totes les llengües romàniques, com ara les paraules italianes strega o la paraula veneciana strìga que significa "bruixa". La stregone italiana té fins i tot el sufix augmentatiu cognat paral·lel i significa "bruixot". En francès, stryge significa una dona-ocell que xucla la sang dels nens. Jules Verne va utilitzar el terme "estris" al capítol II de la seva novel·la El castell dels Carpats, publicada el 1892. La paraula grega Strix, el polonès strzyga i la paraula albanesa shtriga també són afins.
Al final de l'època romana la paraula es va associar a bruixes o a un tipus de criatura voladora nocturna mal presagiada. Un strix (llatí tardà striga, grec στρίγξ), es referia a les entitats nocturnes que desitjaven la carn i la sang de l'home, especialment els lactants.
Es relaciona amb el verb romanès a striga, que significa "cridar".

## Historiografia

### Informes inicials
Una de les primeres mencions d'un strigoi històric va ser Jure Grando Alilović (1579-1656) de la regió d'Istria. Es creu que el vilatà va ser la primera persona real descrita com a vampir perquè se l'anomenava strigoi, štrigon o štrigun als registres locals contemporanis. Se suposa que Grando va aterroritzar el seu antic poble setze anys després de la seva mort. Finalment, va ser decapitat pel sacerdot local i els vilatans. El Carniolan científic Janez Vajkard Valvasor va escriure sobre la vida de Jure Grando Alilovic i el més enllà en la seva extensa obra La Glòria del Ducat de Carniola quan va visitar Kringa durant els seus viatges. Aquest va ser el primer document escrit sobre vampirs. Grando també va ser esmentat en els escrits d'Erasmus Finx i Johann Joseph von Goerres (La mystique divine, naturelle, et diabolique, París 1855), la història de la qual era molt més elaborada, plena de detalls fantàstics per fer la història més interessant i sensacional. A l'època moderna, l'escriptor croat Boris Perić ha investigat la llegenda i ha escrit un llibre (El vampir) sobre la història.
Striga són esmentades per l'estadista i soldat moldau, Dimitrie Cantemir, en la seva obra Descriptio Moldaviae (1714-1716). Va pensar que les estrigues eren majoritàriament creences moldaves i transsilvanes. No obstant això, els va associar amb bruixes o bruixots en lloc de vampirs no morts que bevien sang. El llibre atribueix dunking -una prova tradicional de bruixeria- com a mètode per identificar una estriga.

### Escrits moderns
Un article de 1865 sobre el folklore transsilvà de Wilhelm Schmidt descriu els strigoi com a criatures nocturnes que depredaven els nadons. Relata una tradició en què, en néixer un nen, es llança una pedra enrere i s'exclama "Això a la boca del strigoi !"
El 1909, Franz Hartmann va esmentar al seu llibre Una història de vampirs autenticada que els nens camperols d'un poble de les muntanyes dels Carpats van començar a morir misteriosament. Els vilatans van començar a sospitar que un comte recentment mort era un vampir, que vivia a la seva antiga fortalesa. Els vilatans atemorits van cremar el castell per aturar les morts.

### Època comunista
En el seu llibre A la recerca de Dràcula, la història de Dràcula i els vampirs, Radu Florescu esmenta un fet el 1969 a la ciutat de Căpăţâneni, on després de la mort d'un vell, diversos membres de la família van començar a morir en circumstàncies sospitoses. Desenterrat, el cadàver no presentava signes de descomposició, tenia els ulls ben oberts i la cara vermella i torçada. El cadàver va ser cremat per salvar la seva ànima.
Durant la Revolució romanesa de 1989, el cadàver de Nicolae Ceaușescu no va rebre un enterrament adequat. Això va convertir el fantasma de l'ex-dictador en una amenaça en la ment dels romanesos supersticiosos. Un activista revolucionari, Gelu Voican, va tapitzar l'apartament del Conducător amb trenes d'alls. Aquest és un remei tradicional contra els strigoi.

## Mitologia

### Creació
L'enciclopedista Dimitrie Cantemir i el folklorista Teodor Burada al seu llibre Datinile Poporului român la înmormântări publicat el 1882 fan referència a casos d'estrigoisme. El strigoi pot ser un home viu, nascut en determinades condicions:
- Sigues el setè fill del mateix sexe d'una família
- Porteu una vida de pecat
- Morir sense estar casat
- Mor per execució per perjuri
- Mor per suïcidi
- Mor de la maledicció d'una bruixa

### Tipus
Tudor Pamfile al seu llibre Mitologie românească recopila totes les denominacions de strigoi a Romania strâgoi, Moroi a l'oest de Transsilvània, Valàquia i Oltènia, vidmă a Bucovina, vârcolacul, Cel-rau o vampir. Els tipus descrits són:
- Strigoaică: una bruixa.[18]
- Strigoi viu: un estrigoi viu o bruixot.
- Strigoi mort: un strigoi mort, el més perillós. Sorgeixen de les seves tombes per turmentar les seves famílies fins que moren els seus parents.

### Prevenció i protecció

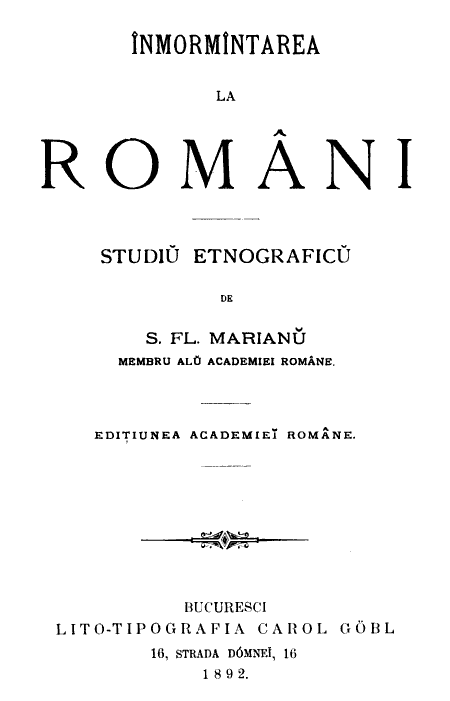
Inmormantarea la romani (sepultura romanesa) escrita per Simion Florea Marian

El 1887, el geògraf francès Élisée Reclus detalla els enterraments a Romania: "Si el difunt té els cabells vermells, li preocupa molt que pugui reencarnar-se en forma de gos, granota, puces o xinxes, i que entri a les cases a la nit per xuclar la sang de belles noies. Per tant, és prudent clavar claus al taüt o, millor encara, una estaca pel pit del cadàver."
Simeon Florea Marian a Înmormântarea la români (1892) descriu un altre mètode preventiu, desenterrant i decapitant, per després tornar a enterrar el cadàver i el cap de cara avall.
El llibre de retalls de Dracula de Peter Haining, publicat per les edicions de la New English Library el 1976, informava que la carn d'un porc mort el 17 d'octubre, dia de la festa de Sant Ignasi, era una bona manera de protegir-se dels vampirs, segons la llegenda romanesa.
Hi ha un mètode conegut utilitzat pels romanesos per desfer-se d'un strigoi tal com s'explica a l'espectacle Lost Tapes:
1. Exhumar els strigoi.
2. Traieu-li el cor i talleu-lo en dos.
3. Traieu-li un clau al front.
4. Col·loqueu un gra d'all sota la llengua.
5. Unteu el cos amb el greix d'un porc mort el dia de Sant Ignasi.
6. Gireu el cos cap per avall de manera que si els estrigoi es despertessin, es dirigiria cap al més enllà.

## Altres usos
Strigoiulu (els Strigoi) va ser el nom d'una revista satírica en llengua romanesa publicada breument el 1862 a Pest.